# 超無畏艦

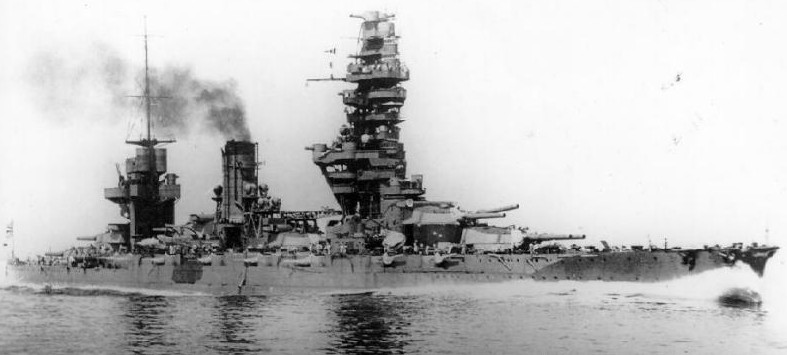
日本3萬噸的扶桑號

超無畏艦（英語：Super Dreadnoughts）是20世紀初期戰艦的一種發展型，战列舰的主炮口径增加到13.5-15英寸，射擊距離增加至數十公里，導致重量增大同時射程出現在視線極限以外，於是主炮塔都從船艦側邊改為布置在舰体水平纵向中轴线上，砲塔數量減少，艦橋高度增高以增加視線距離，並搭配有通訊系統以配合航空機觀察作戰，排水量也超過2萬5000噸，具以上特徵的被稱為超無畏艦或後無畏艦，其中不少後來參與了二戰，但遇上了武器本質質變發展的潮流，許多大艦巨砲主義的超無畏艦最終在航母艦載機和潛艇攻擊下不堪一擊。
1916年，英德海军之间爆发了人类有史以来规模最大的日德兰海战。發現无畏舰有其受限和缺失，根据这次教训主要海军国改进了无畏舰的设计：增大主炮口径，改进炮塔、火药库等部位的防护，加厚重要部位的装甲，减少或取消非重要部位的装甲，導致一系列設計思維的變化，誕生了超無畏艦。但是各國競相無止境加大戰艦的競賽導致國庫空虛壓縮了內政預算，超無畏艦也間接導致了华盛顿海军条约和海軍假日時代到來。

## 典型
- 英国的俄里翁級戰列艦、伊丽莎白女王级战列舰
- 德国的巴伐利亚级战列舰
- 美国的内华达级战列舰
- 日本的扶桑级战列舰